# Combate naval de Iquique
El combate naval de Iquique fue uno de los enfrentamientos más importantes de la campaña naval en la Guerra del Pacífico. Tuvo lugar en la bahía de Iquique el miércoles 21 de mayo de 1879. En él se enfrentaron el monitor peruano Huáscar, al mando del capitán de navío Miguel Grau Seminario, y la corbeta chilena Esmeralda, al mando del capitán de fragata Arturo Prat Chacón. El combate terminó con el hundimiento de la Esmeralda y el levantamiento del bloqueo del puerto de Iquique.
El 16 de mayo de 1879 la escuadra chilena dejó bloqueando el puerto de Iquique a la Esmeralda y la Covadonga, además del transporte chileno Lamar, y zarpó rumbo al norte para enfrentar a la flota peruana que esperaba sorprender en el puerto del Callao. Sin embargo, el mismo día los buques capitales de Perú habían salido con rumbo al sur con la intención de defender sus puertos en Tarapacá. Ambas flotas se cruzaron sin verse y las naves peruanas encontraron el día del combate a las menores naves chilenas en Iquique.
Aunque comenzaron en el mismo lugar y a la misma hora, el enfrentamiento entre la Esmeralda y el Huáscar se conoce como combate naval de Iquique, mientras que el choque entre la Independencia y la Covadonga es llamado combate naval de Punta Gruesa, ya que su desenlace ocurrió frente a ese punto de la costa.
Tras cuatro: 266  horas de combate, el Huáscar hundió a la Esmeralda con su espolón. La tripulación chilena, que luchó hasta el final, fue ampliamente admirada en su país.: 267 

## Antecedentes
Antes de la declaración de guerra, el gobierno chileno decidió como estrategia movilizar su escuadra para bloquear el puerto peruano del Callao, esperando así encerrar allí a la escuadra del Perú para operar libremente en el litoral peruano o bien destruirla en un combate si se presentaba la oportunidad.  El contraalmirante Juan Williams Rebolledo, comandante en jefe de la escuadra chilena, rechazó este plan por considerar que sus naves no estaban en condiciones de emprender un ataque inmediato a El Callao pues carecía de víveres y combustible para la travesía. En su lugar, Williams prefirió bloquear el puerto de Iquique y desde allí hostilizar los puertos peruanos del Departamento de Tarapacá. La escuadra chilena parte el 3 de abril desde Antofagasta con destino a Iquique para establecer el bloqueo.
Bolivia se declaró en estado de guerra contra Chile el 1 de marzo de 1879. Tras la negativa de Perú a permanecer neutral, Chile declaró la guerra a ambos aliados el 5 de abril. El 6 de abril, Perú declaró el casus foederis, es decir, la entrada en vigor de la alianza secreta con Bolivia.
El 5 de abril la escuadra chilena inició el bloqueo del puerto de Iquique e incursionó en los poblados peruanos de Pabellón de Pica, Huanillos (15 de abril) y Mollendo (17 de abril), bombardeando trenes y naves; luego bombardeó Pisagua (18 de abril) y destruyó Mejillones Norte (29 de abril).
Debido a la presión del gobierno chileno, Williams fue convencido de atacar el puerto del Callao. Para tal efecto, la escuadra chilena zarpó desde Iquique el viernes 16 de mayo: 276  en una expedición al Callao con todos los buques disponibles, dejando el bloqueo de Iquique a cargo de los buques más antiguos de la escuadra chilena —la corbeta Esmeralda al mando del capitán  Arturo Prat Chacón , sometida a urgentes reparaciones en sus calderas, y la goleta Covadonga al mando de Carlos Condell de la Haza, construidos en 1855 y 1859, respectivamente.: 276  También se quedó el transporte Lamar. Debido a su mayor antigüedad, Prat quedó como jefe del bloqueo.
Para defender a las localidades peruanas del ataque chileno, el plan del Perú era terminar en el Callao las reparaciones de las naves de su escuadra y trasladar tropas y pertrechos hacia Arica, Iquique y demás puertos del departamento de Tarapacá y enviar naves para traer desde Panamá armamento y municiones adquiridos en los Estados Unidos. Los comandantes peruanos García, Grau y Moore, entre otros, estuvieron en desacuerdo con este plan ya que la Independencia estaba recién reparada y su tripulación no había hecho ejercicios navales mientras que el Huáscar no contaba con proyectiles capaces de penetrar el blindaje de los buques chilenos Cochrane y Blanco Encalada.: 284–285  A pesar de esta oposición, la escuadra peruana zarpó el mismo 16 de mayo desde el puerto del Callao hacia Arica llevando al presidente Mariano Ignacio Prado a bordo de la nave insignia Oroya.: 285 
Ambas escuadras se cruzaron en alta mar sin avistarse. En Mollendo el presidente Prado se enteró, por medio del vapor lo de la compañía Pacific Steam Navigation Company, de que el grueso de la escuadra chilena se había retirado. En Arica se enteró de que habían dejado a las naves Covadonga, Esmeralda y un transporte a cargo del bloqueo de Iquique por lo que Prado decidió que el Huáscar y la Independencia navegaran hasta Iquique a romper el sitio, capturando o destruyendo a los buques chilenos.: 285–286 

## Fuerzas y buques enfrentados
Las naves enfrentadas eran en extremo desiguales, barcos peruanos de acero contra barcos chilenos de madera.: 265  La Esmeralda casi no disponía de calderas, lo que impedía movimientos defensivos. Más aún, desde la costa era amenazada por la artillería costera peruana.

### Corbeta Esmeralda
La Esmeralda era una corbeta de madera con una tripulación de 201 marinos, de 850 Tonelada de desplazamiento construida en 1855. Su armamento estaba compuesto por 12 cañones de 40 lb (18,1 kilogramos) (peso de la bala disparada). Su sistema de propulsión era mixto, máquina a vapor y vela. Al momento de entrar en combate sus máquinas estaban en mal estado de mantenimiento y sólo eran capaces de propulsar el buque a una velocidad de 4 ns (7,4 kilómetros por hora), los que se redujeron a 2 kt (nudos) (3,7 km) al estallar sus calderas.

### Monitor Huáscar
El Huáscar, un buque blindado tipo monitor con una tripulación de 197 marinos, de 1745 toneladas de desplazamiento fue construido en 1865. Contaba con un casco de 4,5 plg (11,4 centímetros) de espesor y su armamento principal estaba constituido, en mayo de 1879, por 2 cañones de avancarga Armstrong de 300 lb (136,1 kilogramos) ubicados en una torre giratoria blindada, además de 2 cañones de 40 libras (o pdr), uno de 12 libras y una ametralladora Gatling de 0,44 pulgadas. Su sistema de propulsión era también mixto, máquina a vapor y vela siendo capaz de alcanzar una velocidad máxima, el día del combate, de 10,5 nudos.

### Fuerzas terrestres en Iquique
Al comienzo de las acciones, el general Juan Buendia ordenó colocar en la playa de Iquique 4 cañones Blakely de montaña de 9 lb (4,1 kilogramos), además de soldados que con sus fusiles debían hacer fuego a la corbeta chilena.

## Movimientos previos al combate

Mapa con los desplazamientos de las naves: la llegada de los buques peruanos por el norte, la salida del Lamar, la persecución de la Covadonga por la Independencia hacia el sur y el acercamiento del Huáscar a la Esmeralda.

En la mañana del miércoles 21 de mayo, el bloqueo de Iquique era mantenido por la corbeta Esmeralda y la goleta Covadonga fondeadas ambas a 2,7 km al norte del faro del puerto. Por su parte, el transporte Lamar se encontraba fondeado más cerca de la costa. A las seis y media de la mañana uno de los vigías de la Covadonga, la cual se encontraba de guardia, avistó columnas de humo acercándose desde el norte. Al reducirse la distancia, se identificó que dichas columnas de humo correspondían a los blindados peruanos Huáscar e Independencia. El comandante de la Covadonga, ordenó advertir la presencia del enemigo al comandante de la Esmeralda, con un cañonazo. Este, al escuchar la señal dispuso levar el ancla, hacer comer a la tripulación y tocar zafarrancho de combate. Además ordenó que la Covadonga se pusiera al habla para conferenciar y que se arrojara al mar, en un saco, la correspondencia para la escuadra chilena.
Los buques peruanos, al avistar las naves chilenas, izaron bandera de combate. El Huáscar se encontraba más cerca al puerto. El comandante Grau arengó a su tripulación:: 289 

"Tripulantes del Huáscar: Estamos a la vista de Iquique. Allí no solo están nuestros afligidos compatriotas de Tarapacá. Allí está el enemigo de la patria todavía impune. Ha llegado la hora de castigarlo. Espero que lo sabréis hacer cosechando nuevos laureles y nuevas glorias dignas de brillar al lado de Junín, Ayacucho, Abtao y el 2 de Mayo. ¡Viva el Perú!"
Miguel Grau Seminario Sobre la cubierta del Huáscar el 21 de mayo de 1879

Por su parte, Prat ordenó salir a reconocer los barcos que se aproximaban. Su buque navegó en dirección oeste y al confirmar que eran enemigos regresó y ordenó a Condell seguirlo. Izando señales dio órdenes: primero "¿Almorzó la gente?", luego "seguir mis aguas" y finalmente "venir al habla" y a continuación arengó a su tripulación.: 290  La versión de la arenga que ha pasado a la historia es una estilización resumida de la original, cuyo texto más fiel, por la cercanía temporal y espacial con los hechos, es, quizá, el que reportó el guardiamarina sobreviviente de la Esmeralda Vicente Zégers en una carta escrita a su padre justo una semana después del combate.: 171  En ella, el mensaje de Prat a sus hombres es descrito en las siguientes palabras:: 290 

Muchachos: la contienda es desigual, pero ánimo y valor. Hasta el presente, ningún buque chileno ha arriado jamás su bandera; espero, pues, que no sea ésta la ocasión de hacerlo. Por mi parte, yo os aseguro que mientras viva tal cosa no sucederá y después que yo falte, quedan mis oficiales, que sabrán cumplir con su deber... ¡Viva Chile!
Arturo Prat Chacón Sobre la cubierta de la Esmeralda el 21 de mayo de 1879: 290 

Terminada la arenga, la Covadonga llegó al habla y Prat le ordenó a Condell: "¡que almuerce la gente!, ¡mantener bajos fondos!, ¡reforzar las cargas!, ¡cada uno a cumplir con su deber!". Condell simplemente respondió: "¡all right!". Terminado lo anterior se sintió una explosión y una columna de agua y espuma se levantó cerca de ambos buques, el Huáscar había disparado su primer tiro.
En tierra, la población puerto despertó con el primer cañonazo de la Covadonga y se dirigió a la playa para recibir a las naves peruanas que venían a liberarlos del bloqueo de Iquique.: 289–290 

## Combate

### Primera fase
El transporte chileno Lamar izó la bandera de los Estados Unidos y abandonó la bahía rumbo al sur. Durante 30 minutos, el Huáscar se enfrentó solo a las dos naves chilenas, hasta la llegada de la Independencia, que concentraron sus tiros sobre el Huáscar sin mayores consecuencias.
Los movimientos iniciales de la Esmeralda hicieron que estallaran dos de sus calderas, lo que redujo su andar de 6 kn a 2 kn, dejando al buque prácticamente inmóvil. En atención a esto, Prat ubicó su nave frente a la población, a una distancia de 200 metros de la playa. En esta situación, los cañonazos peruanos podrían afectar a la población, lo que los obligaría a disparar por elevación.
Después de una hora de combate, las cuatro naves no presentaban daños importantes. A eso de las 11:30 horas, la Covadonga, al mando de Condell, se dirigió al sur navegando pegada a la costa.
Grau ordenó al comandante de la Independencia que persiguiera a la Covadonga. En ese instante, el combate se dividió en dos enfrentamientos, uno entre el Huáscar y la Esmeralda y el otro entre la Independencia y la Covadonga.

### Segunda fase
Cuando el Huáscar se encontraba a unos 600 metros de la Esmeralda, se le acercó un bote, donde iban el capitán de puerto y de corbeta, Salomé Porras, junto al práctico Guillermo Checkley y el periodista Modesto Molina, quienes le informaron a Grau que la Esmeralda estaba protegida por una línea de torpedos fijos. Ante esta información, Grau decidió mantener una distancia de 500 metros de la corbeta, posición desde la cual abrió fuego.
Pasada una hora y media de combate, la Esmeralda no había sido impactada por ningún proyectil del Huáscar, sus tiros pasaban largos cayendo en la playa e hiriendo a la población. Cerca de las diez de la mañana, el general Juan Buendía, jefe de las tropas peruanas en Iquique, hizo llevar a la playa 4 cañones Blakely de montaña con los cuales empezó a disparar contra la Esmeralda. Una granada mató a tres hombres y otra hirió a otros tres. En total, realizó 60 tiros y varios de fusilería. La situación se tornó insostenible para la corbeta chilena por lo que Prat decidió cambiar su ubicación 1000 metros más al norte. Cuando iniciaba el movimiento, una granada del Huáscar penetró por su costado de babor saliendo por estribor provocando un incendio en la cámara de oficiales que fue prontamente controlado.
Primer espolonazo y abordaje de Prat
Una vez en su nueva posición, la corbeta no pudo moverse y se defendió allí una hora y media hasta su hundimiento.: 296 
Al observar el cambio de posición de la Esmeralda, Grau se dio cuenta de que la información de la defensa con torpedos era errónea, por lo que decidió atacar empleando su espolón. Enfiló su proa hacia el costado de babor de la Esmeralda. Prat trató de esquivar el golpe dando avante y cerrando la caña a babor no logrando esquivar el golpe que recibió a la altura del palo mesana sin mayores daños. Al chocar ambos buques, el monitor Huáscar disparó sus cañones de diez pulgadas (300 libras) a corta distancia, produciendo la muerte de 40 o 50 marineros y soldados.: 297 
El espolonazo del Huáscar, a su vez, fue recibido con una tremenda descarga de las baterías de la Esmeralda y fuego de fusilería, lo que no causó mayor daño en el monitor.
Al ver la cubierta del buque enemigo a sus pies, Prat gritó:

"¡Al abordaje, muchachos!"
Arturo Prat. 21 de mayo de 1879

Prat saltó a su cubierta enemiga seguido por el sargento Juan de Dios Aldea y el marinero Arsenio Canave quien murió en la cubierta del Huáscar.
Una vez a bordo, Prat, armado con un sable y un revólver, avanzó hacia la torre de mando; en el trayecto hacia ella, ultimó al oficial de señales, el teniente segundo Jorge Velarde. Al avanzar a babor de la torre de Coles, fue alcanzado por las balas en una de sus rodillas. Un marinero salió a cubierta y lo mató. A su vez, el sargento Aldea cayó herido por una descarga de fusilería sobre la cubierta. Grau hizo un esfuerzo por salvar la vida de Prat pero ya era tarde.
Segundo espolonazo y abordaje de Serrano
El comandante Grau quiso dar tiempo para que sus adversarios se rindieran, por lo que retiró el Huáscar después del espolonazo. En la Esmeralda, tomó el mando el teniente 1.º Luis Uribe Orrego, quien llamó a reunión de oficiales y decidieron no rendirse; al tiempo que el guardiamarina Zegers subía al palo de mesana para clavar las banderas.
Al ver que la tregua no daba resultado, Grau decidió espolonear nuevamente a la Esmeralda, lanzándose a toda velocidad sobre ella, ahora por el costado de estribor. Uribe trató de maniobrar igual que Prat y logró presentar su costado en forma oblicua al espolón del monitor Huáscar, pero esta vez se abrió una vía de agua, ingresando a raudales a la santabárbara y a las máquinas. El buque quedó sin gobierno y sin más municiones que las que había en cubierta.: 300–301 
Nuevamente los cañones del Huáscar dispararon a corta distancia matando a varios tripulantes; entre ellos, a los ingenieros y fogoneros que salían a cubierta y arrasó la cámara de oficiales, convertida en enfermería. Se efectuó un segundo intento de abordaje por otros doce tripulantes chilenos, al mando del teniente primero Ignacio Serrano, llevando rifles y machetes, que también resultó infructuoso, cayendo sobre la cubierta del monitor.
Tercer espolonazo
Tras 20 minutos, se efectuó el tercer impacto con espolón en el sector del palo mesana acompañado de dos cañonazos. En este momento se produce un tercer abordaje, hecho poco conocido, en la que dos marineros saltaron a la cubierta del Huáscar. Uno de ellos ha sido identificado como el timonel Eduardo Cornelius que logró sobrevivir al combate y relatar su historia.
Hundimiento de la Esmeralda
La corbeta, con el tercer impacto, se inclinó de proa y empezó a hundirse. A medida que el buque se inclinaba, el guardiamarina Ernesto Riquelme, gritando vivas a Chile, disparaba el último cañonazo.: 302 
A las 12:10 de ese día, la Esmeralda desapareció de la superficie del mar con su bandera de combate al tope. 
En total, el Huáscar disparó 47 proyectiles y fue impactado por 6 bombas y 23 balas. Los chilenos acusaron 143 muertos. Los peruanos perdieron al teniente segundo Jorge Velarde y siete marineros resultaron heridos. Antes de avanzar para reunirse con la Independencia, Grau dispuso el salvataje de los 57 náufragos de la Esmeralda.

## Epílogo

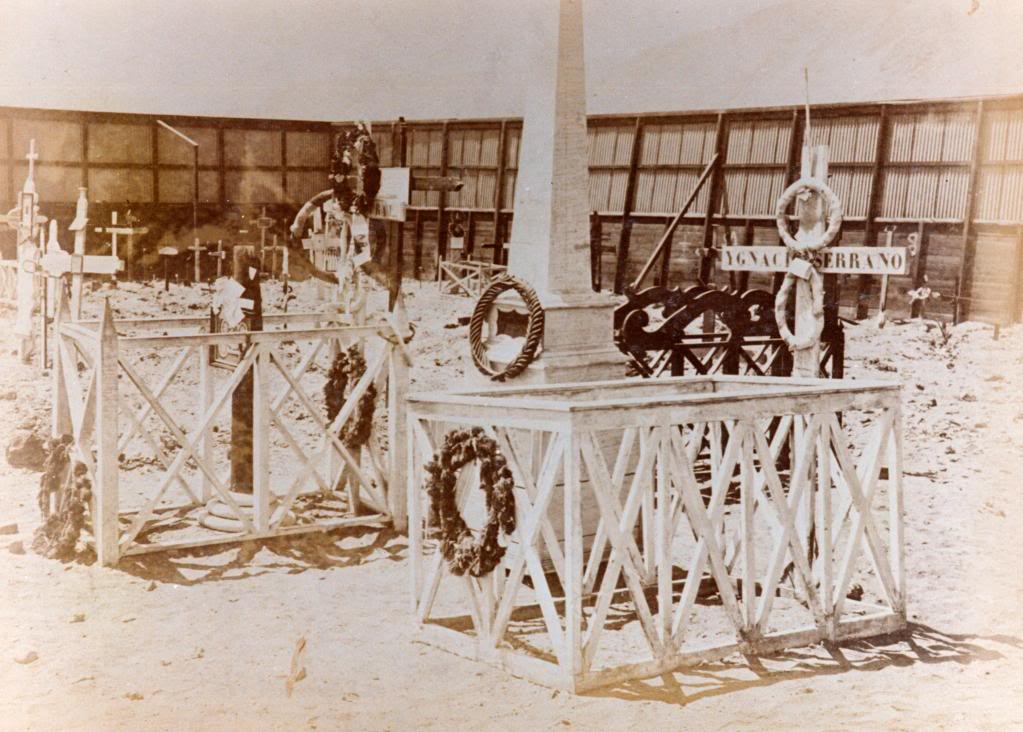
Tumbas de Prat y Serrano en Iquique tras el combate. Posteriormente sus restos fueron trasladados a Valparaíso.

Los sobrevivientes de la Esmeralda fueron entregados a las autoridades militares del puerto de Iquique. Los marinos sobrevivientes fueron conducidos como prisioneros a la localidad peruana de Tarma y fueron intercambiados por prisioneros del Huáscar del combate de Angamos en relación hombre por hombre y grado por grado a fines de diciembre de 1879.: 28–29  Sobre la situación de los sobrevivientes de la Esmeralda, Jorge Hunneus del Ministerio de Asuntos Exteriores de Chile escribió al vicecónsul británico en Iquique, expresando la generosidad con que el Perú trató a los marinos prisioneros y la cual espera corresponder.
Luego del combate, el almirante Grau ordenó que los objetos personales de Prat —su diario personal, su uniforme y su espada, entre otros— fueran devueltos a su viuda. Junto con ellos, Carmela Carvajal recibió una carta del almirante peruano. En esta carta, Grau recalca la calidad personal y la hidalguía de su rival. En respuesta, Carmela Carvajal le escribió una carta agradeciendo este gesto. Este hecho sumado al rescate de los sobrevivientes de la Esmeralda hicieron ganar a Grau el apodo de «El Caballero de los Mares».
Los cuerpos de Arturo Prat y Serrano fueron enterrados el jueves 22 de mayo en el cementerio de Iquique, contando con el donativo del ciudadano español Eduardo Llanos Álvarez de las Asturias y de otros miembros de su colonia para cubrir los gastos del sepelio.
La noticia llegó a Valparaíso, Chile, por el cable submarino. El sábado 24 de mayo recién se conocieron en Santiago los detalles del combate en Iquique y la muerte de Prat y, además, el hundimiento de la Esmeralda. Según historiadores chilenos modernos, fue desde ese momento que cambió el sentimiento del pueblo chileno hacia el conflicto. Afirmando[¿quién?] que: "Una guerra poco comprendida por el pueblo, se convirtió de pronto en una ocasión para emular el heroísmo de Prat", razón por la que una gran cantidad de chilenos acudieron voluntariamente a los cuarteles para enrolarse y participar en el conflicto.
El combate de Iquique fue una victoria peruana porque culminó temporalmente con el bloqueo del puerto, un barco chileno hundido y otro puesto en fuga. Pero, tomadas las acciones de Iquique y Punta Gruesa en su conjunto, se trató de una victoria pírrica, puesto que se batieron las naves más antiguas de la Armada chilena, una goleta y una fragata de madera, contra dos blindados peruanos. El resultado final resultó con uno de ellos encallado y hundido, y con este, el cincuenta por ciento del poderío naval ofensivo del Perú en la guerra.: 267 
Por su parte, los daños causados al Huáscar por el fuego de la Esmeralda fueron mínimos, debido al blindaje del monitor, sin embargo el espolón sufrió una ligera desviación, causada por los impactos contra la Esmeralda, lo cual lo hacía girar a estribor inadvertidamente.: 403  De parte de las bajas de Chile, se registran que los 200 tripulantes que iban a bordo de la Corbeta Esmeralda, alrededor de 140 de ellos murieron y más de 50 sobrevivieron y fueron hechos prisioneros, muchos de ellos heridos después del combate, además su capitán Arturo Prat Chacón también murió cuando hizo un abordaje al Monitor peruano Huáscar, muriendo en el proceso. Por parte de Perú sólo se registran 1 muerte y 7 heridos, esta única muerte a bordo del Huáscar fue el teniente segundo Jorge Velarde, que fue ultimado por el Comandante de la Corbeta chilena Esmeralda Arturo Prat Chacón. Por un lado más positivo se destaca por parte de Perú, el levantamiento del bloqueó del puerto de Iquique y la pérdida de la Corbeta Esmeralda. Por parte de Chile se destaca la pérdida de la Fragata blindada Independencia y mayor ventaja marítima sobre Perú, aunque el monitor Huáscar hizo correrías en puertos chilenos que alargaron la campaña marítima unos meses más, hasta la caída del Huáscar el 8 de octubre de 1879, tras la muerte de Miguel Grau Seminario. Resumen del combate: El 21 de mayo de 1879 se enfrentaron 4 buques, El Huascar y la Independencia que eran de Perú y La Esmerlada junto con la Covadonga y el transporte Lamar que eran chilenos, quienes bloqueaban el puerto de Iquique. Por ahí a las 8:30 se generó el combate y la Independencia persiguió a la Covadonga por órdenes de Grau, lo que se le conoce cómo el combate naval de Punta Gruesa donde se enfrentaron la Independencia y la Covadonga, mientras que la Esmerlada luchaba por llegar a la costa pero sus calderas explotaron reduciendo su velocidad a 2 nudos, aprovechando la oportunidad el general Juan Buendia puso 4 cañones desde tierra para disparar contra la Esmerlada y causó las primeras bajas en la Corbeta. Por lo que la Esmerlada se dirigió hacia el norte y Grau al ver que la Esmerlada no tenía minas submarinas procedió a espolonearla, lo hizo 3 veces y al primer espolónazo  Arturo Prat salta al abordaje junto con el Sargento Aldea y terminan muriendo, luego al segundo espolónazo el teniente Ignacio Serrano hace lo mismo y muere en el intento junto a otros marineros más, y finalmente al último espolónazo la Esmeralda se hunde con su bandera a tope disparando su último cañonazo a las 12:10 horas, luego de esto Grau ordena rescatar a los 57 sobrevivientes para llevarlos cómo prisioneros y un día después el 22 de mayo los restos de Prat y Serrano son sepultados juntos en Iquique, días después moriría el sargento Aldea por sus heridas y sería también sepultado y hasta día de hoy hay monumentos y calles que conmemoran a estos héroes chilenos.

## Homenajes
En 1888, los restos del comandante Arturo Prat fueron trasladados a Valparaíso, donde se les dio sepultura en un monumento construido por suscripción popular. En este monumento, descansan los máximos héroes navales chilenos, y es ahí donde cada año, en el día de las glorias navales, con la presencia del presidente de la República, se honra con desfiles militares a la figura de Prat y su tripulación.
El 21 de mayo ha sido feriado en Chile a partir de 1915 y era la fecha de la Cuenta anual del presidente de la República ante el Congreso pleno desde 1926 hasta 2016. A partir de 2017, la cuenta pública presidencial se realiza el 1 de junio de cada año.
El historiador estadounidense William Sater repara en la «inutilidad material» de su acción en Iquique; sin embargo, destaca que «al trascender de lo físico a lo espiritual, creó reglas de conducta que le significaron a su nación la victoria en la guerra y que fueron internalizadas por las siguientes generaciones». Ese al menos fue el propósito de la educación nacional chilena que lo ha erigido permanentemente como un modelo a imitar.
Por su parte, el almirante Miguel Grau Seminario es recordado tanto en Perú como en Chile por su hidalguía y caballerosidad en combate. Algunas calles en Chile llevan el nombre de Almirante Grau. Sus acciones durante la Guerra del Pacífico lo convirtieron en el mayor héroe naval de la marina de guerra del Perú. Miguel Grau también es considerado héroe naval en Bolivia.
Actualmente, se encuentra en Iquique (Chile) el Museo Corbeta Esmeralda fundada en 2011, homenajeando al comandante Arturo Prat Chacón y la Reliquia Histórica Monitor Huascar en Talcahuano, que fue capturado por la marina chilena e incluido a la armada naval el 8 de octubre de 1879, donde falleció el comandante Miguel Grau Seminario, estos museos rinden homenaje a estos dos grandes héroes navales homenajeados en sus respectivos países.